# Шуйга (приток Паши)
Шуйга — река в России, протекает по Ленинградской области. Устье реки находится в 185 км по правому берегу реки Паши. Длина реки составляет 2,5 км.

## Данные водного реестра
По данным государственного водного реестра России относится к Балтийскому бассейновому округу, водохозяйственный участок реки — Свирь, речной подбассейн реки — Свирь (включая реки бассейна Онежского озера). Относится к речному бассейну реки Нева (включая бассейны рек Онежского и Ладожского озера).
Код объекта в государственном водном реестре — 01040100812102000013390.